# Spoljna fiksacija
Spoljnja fiksacija je terapijska proceduru u ortopediji i traumatologiji čijom primenom se koštani fragmenti fiksiraju klinovima ili iglama,  prolazeći kroz kost. Ovi klinovi ili igle su spolja pričvršćene za aparat zvani spoljnji fiksator, čija je uloga da povezuju igle i klinovi koji prolaze kroz koštane strukture i tako zajedno sa njima čine jedinstvenu celinu koja služi ne samo za fiksaciju skeleta već i omogućavanje pokretanja koštanih fragmenata približavanjem, udaljavanjem ili menjanjem ugla između fragmenata. Time se postiže sa jedne strane stabilizacija koštanih fragmenta a sa druge strane održavaje fragmenata u anatomskoj položaju preko okvira fiksatora.

## Istorija
Suočeni sa povredama koštano-zglobnog sistema ljudi su od najranijih vremena njihovog postanka bili prinuđeni da razmišljaju o mogućnostima lečenja preloma kostiju. Preteča ideje o spoljnoj fiksaciji potiče od Hipokrata (460 - 377. p. n. e.) koji je izumeo aparat koga su činile su činile dve alke od kože i više elastičnih stabljika između njih. U savijenom položaju ovaj aparata je obezbeđivao ekstenziju potkolenice, i stabilnost preloma potkolenice i tretman rane.
Jean Francois Malgaigne je 1840. godine predložio prvi aparat za spoljnu fiksaciju dugih kostiju. Sledila su nova otkrića pa je tako:
- Langebek je 1851. godine predložio konstrukciju za lečenje pseudoartroze natkolenice. Aparat je ima klinove sa navojima na jednom kraju, stezače i metalne šipke. Narezani deo klina se plasira u kost, iznad i ispod pseudoartroze, pa se preko stezača plasira za šipku.[10]
- David Price je 1863. godine opisao metodu lečenja usporene sanacije preloma, kod koje se najpre uz pomoć Brainardovog perforata izbuše rupe na krajevima koštanih fragmenata, zatim se postavi jedan od spoljnjih fiksatora po Malgaigneu.[9]
- Belgijanac Alvin Lambote je 1902. godine prvi put upotrebio perkutano postavljanje metalnih klinova koji su spolja bili spojeni metalnom šipkom.[8] To je ujedno i bio prvi uspešan spoljnji fiksator na kome su kasnije bili zasnovani savremeniji modeli. Primenjivao je i mini spoljni fiksator za repoziciju i spoljnu fiksaciju kostiju. Takođe prvi uvodi samonarezujuće klinove čime se postavka znatno olakšava.[9]

- Rozen je 1926. godine prikazao aparat koji je omogućio izvođenje repozicije i fiksacije koštanih ulomaka. Aparat se sastoji iz dve T ploče, sa dva izreza postavljena pod pravim uglom, dva zavrtnja i po dve fiksirajuće navrtke. Njime je bila izvodljiva i korekcija položaja fragmenata u dve ravni.[11][8] .
- Abbott je 1924. godine konstruisao aparat koji se sastoji od dva para klinova koji se uvode u kost iznad i ispod preloma a spolja se fiksiraju sa dva distraktora. Aparat se koristio za lečenje preloma, za artrodeze i elongaciju kostiju.[9]
- Percovski je 1938. god. konstruisao aparat za produženje kostiju. Posle osteotomije, kroz svaki fragment se uvodi po jedan klin. Oni se fiksiraju za cilindar i stranični metalni štap a ovaj je na sredini narezan i razdvojen. Maticom se može menjati dužina štapa čime se ostvaruje distrakcija
- Godine 1938. Raoul Hoffmann iz Švajcarske uvodi unilateralni tip spoljnjeg fiksatora koji je dao odlične rezultate. Osnovni elementi aparata bili su: klinovi, kleme za klinove, loptasti zglob i kompresiono - distrakcioni štap. Ovim aparatom se može postići fiksacija, kompresija, distrakcija i repozicija ulomaka. Unilateralna montaža ovog fiksatora nije bila dovoljno rigidna.[9]

- Nakon 100 godina nakon otkrića prvog aparata za spoljnu fiksaciju dugih kostiju Jean Francois Malgaigne, 1943. godine konstruisana je naprava slična kuki za perkutanu kompresiju i imobilizaciju većih fragmenata slomljene patele i olekranona. Aparat je imao i zavrtanj za kompresiju na kome su dodate po dve kukice za proksimalni i distalni deo kostiju.
- Rabischong, Bonnel i Adrey 1970. godine uvode modifikaciju Hoffmannovog fiksatora praveći dupli sklop čime su postigli značajnu stabilnost fiksatora i koštanih fragmenata. Adrey je 1970. godine uradio biomehaničke studije predloženih montaža i dokazao da je montaža u obliku obostranog duplog rama najstabilnija.[12]
- Burny iz Brisela inauguriše koncept elastične fiksacije uvodeći prvi transdjuser 1970. godine.

Početkom 1980-ih godina pojavlilo se nekoliko tipova spoljnih fiksatora, sledećih autora:
- Stuhler, [8] [11] 1981. godine,
- Lotret – Jakob [8]) 1982. godine,
- Saba – Coombs,[8] [11] 1983. godine.
- De Bastiani,[8] [11] je 1984. godine konstruisao spoljni fiksator po imenu Ortofix,[13]  koji je našao široku primenu u svetu a od nedostataka mu se pripisuje visoka cena i to da klinovi moraju biti plasirani strogo paralelno na određenom rastojanju. Iz godine u godinu se može konstatovati pojava sve većeg broja aparata za spoljnju fiksaciju.[9]

## Prednosti
Spoljašnji skeletni fiksator su unilateralan, jednostavan i efikasan za lečenje svih tipova
otvorenih preloma dijafize potkolenice, kao i za lečenje nestabilnih zatvorenih preloma sa oštećenjem mekih tkiva, kominucijom i dislokacijom fragmenata.
Mogućnosti koje nudi metoda spoljne fiksacije su:
- Stabilizacija
- Kompresija
- Distrakcija
- Transport
- Defleksija zgloba
- Artrodiastaza

Aparat se postavlja bez posebnih vođica, a klinovi se postavljaju konvergentno, što doprinosi trodimenzionalnoj stabilnosti fiksirane kosti. 
Spoljašnja skeletna fiksacija spoljnim fiksatorom svojim konceptom u lečenju preloma dijafize potkolenice minimizuje mogućnost pojave postoperativnog osteitisa.
Primenom ove metode moguća je dobra kontrola preloma zahvaljujući mogućnosti intraoperativne i postoperativne repozicije fragmenata.
U toku zarastanja preloma postoji mogućnost prilagođavanja biomehaničkih uslova, dinamizacijom aparata.
Metoda spoljne skeletne fiksacije omogućava ranu postoperativnu rehabilitaciju i uspostavljanje ponovne funkcije ekstremiteta što skraćuje dužinu lečenja i daje dobre krajnje funkcionalne rezultate.

## Indikacije
Apsolutne indikacije u traumatologiji i ortopediji.
- Otvoreni prelomi koji imaju značajne poremećaje mekog tkiva (npr otvoreni prelomi tipa II ili III) ili ekvivalentni.[30]
- Stabilizacija teških otvorenih preloma.[31]
- Stabilizacija zaraženih fragmenata
- Inicijalna stabilizacija prekida mekog tkiva i kostiju kod pacijenata sa traumom.[32]
- Zatvoreni prelom sa teškim povredama mekog tkiva
- Teške usitnjene dijafizne i periartikularne lezije,[33]
- Privremena transartikularna stabilizacija teških povreda mekog tkiva i ligamenata
- Poremećaji u karličnom prstenu.[34]
- Određeni dečiji prelomi
- Ligamentotakisija
- Osteotomije
- Povreda mekog tkiva (npr opekotine)
- Acetabularni i karlični prelomi,[35]
- Teško usitnjeni i nestabilni prelomi
- Prelomi koji su povezani sa koštanim deficitom
- Postupci produženja udova
- Prelomi povezani sa infekcijom ili nesjedinjavanjem fragmenata

Relativne indikacije u ortopediji.
- Artrodeza.[38]
- Korekcija neusaglašenosti ekstremiteta i odstupanja u dužini
- Ostale vrste nesjedinjenja.

## Kontraindikacije
- Bolesnici sa oštećenim imunološkim sistemom.[39]
- Bolesnici koji ne mogu da obezbedi odgovarajuću negu klinova ili igala
- Već postojeća unutrašnja fiksacija koja zabranjuje pravilno postavljanje klinova ili igala.
- Patologija kostiju koja isključuje fiksaciju klinovima ili iglama (npr osteoporoza)

## Spoljašnje veze
|  | Molimo Vas, obratite pažnju na važno upozorenje u vezi sa temama iz oblasti medicine (zdravlja). |